# 登録金融機関
登録金融機関（とうろくきんゆうきかん）とは、内閣総理大臣の登録を受けることで、銀証分離（Separation of banks and securities companies）の趣旨（法条として金融商品取引法第33条第1項）にかかわらず、有価証券関連業の一部を業として行うことができる金融機関のことをいう（同法第33条の2）。

銀証分離から、従来より、銀行等の金融機関は、従来の証券業の業務を行うことができないとされていたが（旧証券取引法第65条、金融商品取引法第33条第1項）、登録を受けることにより、一部の業務については行うことが出来る。

## 概説
金融商品取引法は、第33条第1項により、「銀行、協同組織金融機関その他政令で定める金融機関は、有価証券関連業又は投資運用業を行つてはならない。」として、金融機関が有価証券関連業及び投資運用業を行うことを禁止しているが、同項但書及び同条第2項により、金融機関が行いうる有価証券関連業を定めている（投資運用業については後述のとおり。）。

そして、行いうる有価証券関連業のうち、一部については内閣総理大臣の登録を受ける必要があるとしている（同法第33条の2）。

※「一部については」というのは、銀行法第10条第2項第2号によって付随業務として認められる「投資の目的をもの」などについては、登録の必要がないからである。

## 登録が必要な業務（有価証券関連業）
金融商品取引法第33条の2が規定する登録金融機関業務は以下のとおりである。
1. 投資助言・代理業又は有価証券等管理業務（柱書）
2. 書面取次ぎ行為（第1号）
3. 国債等の売買、引受けなど（第2号）
4. デリバティブ取引等のうち有価証券関連デリバティブ取引等以外のもの（第3号）
5. 有価証券の募集又は私募（第4号）

## 登録が必要な業務（投資運用業）
普通銀行は、登録しても投資運用業は出来ないが、信託銀行は登録金融機関として投資運用業を行うことが出来る（金融商品取引法第33条の8）。

## 登録の不要な業務
金融商品取引法第33条第1項但書は、「ただし、有価証券関連業については、銀行、協同組織金融機関その他政令で定める金融機関が他の法律の定めるところにより投資の目的をもつて、又は信託契約に基づいて信託をする者の計算において有価証券の売買若しくは有価証券関連デリバティブ取引を行う場合は、この限りでない。」としているため、例えば、銀行が投資目的で有価証券の売買をすることは登録を受けなくてもすることができるものと解される。